# Moscou Skate
 (octobre 2024).
Si vous disposez d'ouvrages ou d'articles de référence ou si vous connaissez des sites web de qualité traitant du thème abordé ici, merci de compléter l'article en donnant les références utiles à sa vérifiabilité et en les liant à la section « Notes et références ».

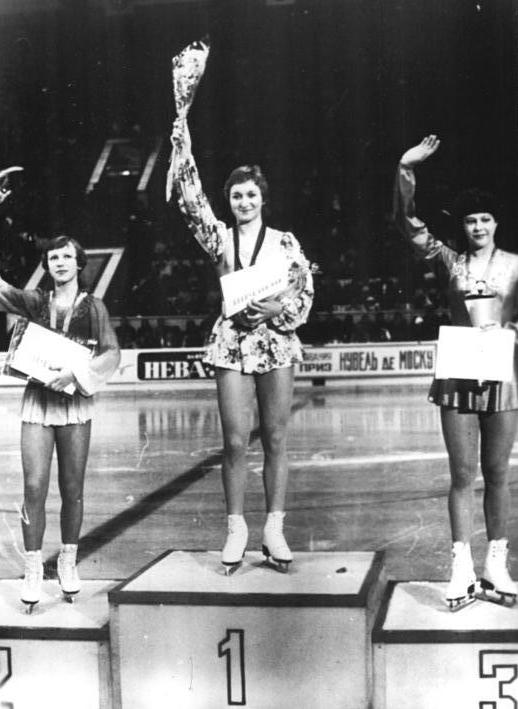
Carola Weissenberg, Kira Iwanowa, Marina Ignatowa en 1978 lors du Prix des Nouvelles de Moscou.

Le Moscou Skate (Московские коньки en russe, Moscow Skate en anglais) est une compétition internationale de patinage artistique qui avait lieu chaque année en automne entre 1966 et 1990 à Moscou, la capitale de l'Union soviétique. Les gagnants recevait une statuette appelée "Crystal Skate".
Le Moscou Skate est également connu sous différents noms comme le Prix des Nouvelles de Moscou (Приз газеты «Московские новости» en russe, Prize of Moscow News en anglais), les Nouvelles de Moscou (Московские новости en russe, Moscow News en anglais) ou le Trophée des Nouvelles de Moscou (трофей «Московские новости» en russe, Moscow News Trophy en anglais).
Le Moscou Skate est le prédécesseur de la Coupe de Russie, épreuve du Grand Prix ISU créée en 1996.

## Médaillés

### Messieurs
| Édition | Or                      | Argent             | Bronze              |
| ------- | ----------------------- | ------------------ | ------------------- |
| 1966    | Ondrej Nepela           | Günter Zöller      | Vladimir Kurenbin   |
| 1967    | Marian Filc             | Sergueï Volkov     | Alexander Vedenin   |
| 1968    | Sergueï Tchetveroukhine |                    |                     |
| 1969    | Sergueï Volkov          | Vladimir Kovalev   | Yuri Ovtchinnikov   |
| 1970    | Sergueï Tchetveroukhine | Sergueï Volkov     | Vladimir Kovalev    |
| 1971    | Sergueï Tchetveroukhine | Vladimir Kovalev   | Sergueï Volkov      |
| 1972    | Sergueï Tchetveroukhine | Sergei Volgushev   | Bernd Wunderlich    |
| 1973    | Vladimir Kovalev        | Ron Shaver         | Igor Bobrin         |
| 1974    | Vladimir Kovalev        | Sergueï Volkov     | Minoru Sano         |
| 1975    | Vladimir Kovalev        | Sergueï Volkov     | Konstantin Kokora   |
| 1976    | Vladimir Kovalev        | Yuri Ovtchinnikov  | Sergueï Volkov      |
| 1977    | Yuri Ovtchinnikov       | Sergueï Volkov     | Igor Bobrin         |
| 1978    | Konstantin Kokora       | Igor Bobrin        | Mario Liebers       |
| 1979    | Igor Bobrin             | Vladimir Kotin     | Vladimir Raschetnov |
| 1980    | Igor Bobrin             | Konstantin Kokora  | Vladimir Kotin      |
| 1981    | Vladimir Kotin          | Igor Bobrin        | Vitali Egorov       |
| 1982    | Alexandre Fadeïev       | Vladimir Kotin     | Jozef Sabovčík      |
| 1983    | Vladimir Kotin          | Gary Beacom        | Alexandre Fadeïev   |
| 1984    | Alexandre Fadeïev       | Vladimir Kotin     | Viktor Petrenko     |
| 1985    | Alexandre Fadeïev       | Vladimir Kotin     | Vitali Egorov       |
| 1986    | Vladimir Kotin          | Vitali Egorov      | Vladimir Petrenko   |
| 1987    | Alexandre Fadeïev       | Daniel Doran       | Vladimir Petrenko   |
| 1988    | Vladimir Petrenko       | Yuriy Tsymbalyuk   | Alexandre Fadeïev   |
| 1989    | Pas de compétition      | Pas de compétition | Pas de compétition  |
| 1990    | Aleksey Urmanov         | Michael Shmerkin   | Oleg Tataurov       |

### Dames
| Édition | Or                   | Argent               | Bronze                |
| ------- | -------------------- | -------------------- | --------------------- |
| 1966    | Martina Clausner     | Zsuzsa Szentmiklossy | Sybille Stolfig       |
| 1967    | Zsuzsa Almássy       | Elena Shcheglova     | Galina Grzhibovskaya  |
| 1968    | Elena Shcheglova     | Galina Grzhibovskaya | Sonja Morgenstern     |
| 1969    | Elena Shcheglova     | Elena Alexandrova    | Simone Gräfe          |
| 1970    | Marina Titova        | Simone Gräfe         | Gundi Niesen          |
| 1971    | Marina Titova        | Elena Kotova         | Steffi Knoll          |
| 1972    | Cathy-Lee Irwin      | Isabel de Navarre    | Tatiana Oleneva       |
| 1973    | Gerti Schanderl      | Liudmila Bakonina    | Marion Weber          |
| 1974    | Lynn Nightingale     | Liudmila Bakonina    | Petra Wagner          |
| 1975    | Elena Vodorezova     | Wendy Burge          | Karin Enke            |
| 1976    | Elena Vodorezova     | Liudmila Bakonina    | Zhanna Ilina          |
| 1977    | Natalia Strelkova    |                      |                       |
| 1978    | Carola Weißenberg    | Kira Ivanova         | Marina Ignatova       |
| 1979    | Kira Ivanova         | Natalia Strelkova    | Renata Baierová       |
| 1980    | Svetlana Frantsuzova | Janina Wirth         | Anna Kondrashova      |
| 1981    | Kay Thomson          | Kira Ivanova         | Kerstin Wolf          |
| 1982    | Kira Ivanova         | Anna Kondrashova     | Anna Antonova         |
| 1983    | Kira Ivanova         | Anna Kondrashova     | Natalia Lebedeva      |
| 1984    | Kira Ivanova         | Natalia Lebedeva     | Anna Kondrashova      |
| 1985    | Caryn Kadavy         | Anna Kondrashova     | Natalia Lebedeva      |
| 1986    | Kira Ivanova         | Jill Trenary         | Anna Kondrashova      |
| 1987    | Cindy Bortz          | Natalia Gorbenko     | Natalia Skrabnevskaya |
| 1988    | Tonya Harding        | Natalia Lebedeva     | Natalia Gorbenko      |
| 1989    | Pas de compétition   | Pas de compétition   | Pas de compétition    |
| 1990    | Tatiana Rachkova     |                      |                       |

### Couples
| Édition | Or                                      | Argent                                  | Bronze                                 |
| ------- | --------------------------------------- | --------------------------------------- | -------------------------------------- |
| 1966    | Tamara Moskvina / Alexeï Michine        | Tatiana Sharanova / Anatoli Evdokimov   | Lioudmila Smirnova / Andrei Suraikin   |
| 1967    | Irina Rodnina / Alexeï Oulanov          | Lyudmila Suslina / Alexander Tikhomirov | Galina Karelina / Georgi Proskurin     |
| 1968    | Tamara Moskvina / Alexeï Michine        | Irina Rodnina / Alexeï Oulanov          | Galina Karelina / Georgi Proskurin     |
| 1969    | Irina Rodnina / Alexeï Oulanov          | Lioudmila Smirnova / Andrei Suraikin    | Tatiana Sharanova / Anatoli Evdokimov  |
| 1970    | Lioudmila Smirnova / Andrei Suraikin    | Galina Karelina / Georgi Proskurin      | Ludmila Belousova / Oleg Protopopov    |
| 1971    | Ludmila Belousova / Oleg Protopopov     | Lioudmila Smirnova / Andrei Suraikin    | Galina Karelina / Georgi Proskurin     |
| 1972    | Irina Vorobieva / Alexander Vlasov      | Ludmila Belousova / Oleg Protopopov     | Marina Leonidova / Vladimir Bogolyubov |
| 1973    | Lioudmila Smirnova / Alexeï Oulanov     | Natalia Dongauzer / Vassili Blagov      | Marina Leonidova / Vladimir Bogolyubov |
| 1974    | Nadezhda Gorshkova / Evgeni Shevalovski | Kerstin Stolfig / Veit Kempe            | Katja Schubert / Knut Schubert         |
| 1975    | Nadezhda Gorshkova / Evgeni Shevalovski | Irina Vorobieva / Alexander Vlasov      | Marina Leonidova / Vladimir Bogolyubov |
| 1976    | Marina Cherkasova / Sergey Shakray      | Nadezhda Gorshkova / Evgeni Shevalovski | Manuela Mager / Uwe Bewersdorff        |
| 1977    | Marina Cherkasova / Sergey Shakray      | Nadezhda Gorshkova / Evgeni Shevalovski | Marina Pestova / Stanislav Leonovich   |
| 1978    | Marina Pestova / Stanislav Leonovich    | Nelli Chervotkina / Viktor Teslia       | Irina Vorobieva / Igor Lisovski        |
| 1979    | Irina Vorobieva / Igor Lisovski         | Veronika Pershina / Marat Akbarov       | Zhanna Ilina / Aleksandr Vlasov        |
| 1980    | Irina Vorobieva / Igor Lisovski         | Nelli Chervotkina / Viktor Teslia       | Ielena Valova / Oleg Vassiliev         |
| 1981    | Larisa Seleznyova / Oleg Makarov        | Veronika Pershina / Marat Akbarov       | Lorri Baier / Lloyd Eisler             |
| 1982    | Veronika Pershina / Marat Akbarov       | Larisa Seleznyova / Oleg Makarov        | Ielena Valova / Oleg Vassiliev         |
| 1983    | Larisa Seleznyova / Oleg Makarov        | Veronika Pershina / Marat Akbarov       | Elena Bechke / Valeri Kornienko        |
| 1984    | Larisa Seleznyova / Oleg Makarov        | Veronika Pershina / Marat Akbarov       | Elena Bechke / Valeri Kornienko        |
| 1985    | Larisa Seleznyova / Oleg Makarov        | Veronika Pershina / Marat Akbarov       | Elena Bechke / Valeri Kornienko        |
| 1986    | Elena Kvitchenko / Rashid Kadyrkaev     | Elena Bechke / Valeri Kornienko         | Lyudmila Koblova / Andrei Kalitin      |
| 1987    | Ekaterina Gordeeva / Sergueï Grinkov    | Ielena Valova / Oleg Vassiliev          | Larisa Seleznyova / Oleg Makarov       |
| 1988    | Natalia Mishkutenok / Artur Dmitriev    | Elena Bechke / Denis Petrov             | Marina Eltsova / Sergei Zaitsev        |
| 1989    | Pas de compétition                      | Pas de compétition                      | Pas de compétition                     |
| 1990    |                                         |                                         |                                        |

### Danse sur glace
| Édition | Or                                        | Argent                                    | Bronze                                    |
| ------- | ----------------------------------------- | ----------------------------------------- | ----------------------------------------- |
| 1966    | Irina Grishkova / Viktor Ryzhkin          | Annerose Baier / Eberhard Rüger           | Dana Novotná / Jaroslav Hainz             |
| 1967    | Irina Grishkova / Viktor Ryzhkin          | Lioudmila Pakhomova / Aleksandr Gorchkov  | Dana Novotná / Jaroslav Hainz             |
| 1968    | Annerose Baier / Eberhard Rüger           | Tatiana Voitiuk / Viacheslav Zhigalin     |                                           |
| 1969    | Lioudmila Pakhomova / Aleksandr Gorchkov  | Elena Zharkova / Guennadi Karponossov     | Tatiana Voitiuk / Viacheslav Zhigalin     |
| 1970    | Lioudmila Pakhomova / Aleksandr Gorchkov  | Tatiana Voitiuk / Viacheslav Zhigalin     | Elena Zharkova / Guennadi Karponossov     |
| 1971    | Lioudmila Pakhomova / Aleksandr Gorchkov  | Tatiana Voitiuk / Viacheslav Zhigalin     | Elena Zharkova / Guennadi Karponossov     |
| 1972    | Lioudmila Pakhomova / Aleksandr Gorchkov  | Irina Moïsseïeva / Andrei Minenkov        | Natalia Linitchouk / Guennadi Karponossov |
| 1973    | Natalia Linitchouk / Guennadi Karponossov | Irina Moïsseïeva / Andrei Minenkov        | Svetlana Alexeeva / Alexander Boichuk     |
| 1974    | Lioudmila Pakhomova / Aleksandr Gorchkov  | Irina Moïsseïeva / Andrei Minenkov        | Teresa Weyna / Piotr Bojanczyk            |
| 1975    | Lioudmila Pakhomova / Aleksandr Gorchkov  | Natalia Linitchouk / Guennadi Karponossov | Lilia Karavaeva / Viacheslav Zhigalin     |
| 1976    | Irina Moïsseïeva / Andrei Minenkov        | Natalia Linitchouk / Guennadi Karponossov | Marina Zueva / Andrei Vitman              |
| 1977    | Irina Moïsseïeva / Andrei Minenkov        | Natalia Linitchouk / Guennadi Karponossov | Marina Zueva / Andrei Vitman              |
| 1978    | Irina Moïsseïeva / Andrei Minenkov        | Elena Garanina / Igor Zavozin             | Marina Zueva / Andrei Vitman              |
| 1979    | Natalia Linitchouk / Guennadi Karponossov | Natalia Bestemianova / Andreï Boukine     | Natalia Karamysheva / Rostislav Sinitsyn  |
| 1980    | Natalia Linitchouk / Guennadi Karponossov | Irina Moïsseïeva / Andrei Minenkov        | Natalia Bestemianova / Andreï Boukine     |
| 1981    | Natalia Bestemianova / Andreï Boukine     | Irina Moïsseïeva / Andrei Minenkov        | Olga Volozhinskaya / Alexander Svinin     |
| 1982    | Natalia Bestemianova / Andreï Boukine     | Olga Volozhinskaya / Alexander Svinin     | Marina Klimova / Sergueï Ponomarenko      |
| 1983    | Natalia Bestemianova / Andreï Boukine     |                                           |                                           |
| 1984    | Marina Klimova / Sergueï Ponomarenko      | Natalia Bestemianova / Andreï Boukine     | Olga Volozhinskaya / Alexander Svinin     |
| 1985    | Natalia Bestemianova / Andreï Boukine     | Marina Klimova / Sergueï Ponomarenko      | Natalia Annenko / Genrich Sretenski       |
| 1986    | Marina Klimova / Sergueï Ponomarenko      | Natalia Annenko / Genrich Sretenski       | Maïa Oussova / Alexandre Jouline          |
| 1987    | Marina Klimova / Sergueï Ponomarenko      | Maïa Oussova / Alexandre Jouline          | Natalia Annenko / Genrich Sretenski       |
| 1988    | Marina Klimova / Sergueï Ponomarenko      | Larisa Fedorinova /Ievgueni Platov        | Ilona Melnichenko / Gennadi Kasakov       |
| 1989    | Pas de compétition                        | Pas de compétition                        | Pas de compétition                        |
| 1990    |                                           |                                           |                                           |

## Source
- Prize of Moscou News sur wikipedia anglais